# كلفن ديفيس
كلفن ديفيس (بالإنجليزية: Kelvin Davis)‏ (26 مايو 1978 في الولايات المتحدة - ) هو ملاكم أمريكي، صنّف ضمن فئة وزن الكروزر (ملاكمة).

## إحصائيات
خاض خلال مسيرته 38 نزالا، فاز في 24 وتعادل في 3 وخسر في 11. فاز بالضربة القاضية في 17 نزالا.

## روابط خارجية
- كلفن ديفيس على موقع بوكس ريك (الإنجليزية) (registration required)